# 내가 선택한 길
《내가 선택한 길》은 1994년에 발매한 곡이며 손성훈의 곡이다. 1994년의 원곡에서 2021년에는 김종민이 리메이크해 리메이크 곡이 탄생했으며 2022년에서는 같은 방송사에서 태풍의 신부라는 파트 1집 앨범에 김현정의 곡이 재해석이 되었다
《내가 선택한 길》은 손성훈의 원곡이며 1994년의 원곡이자 폴리스의 주제곡이다. 2021년에는 김종민에 의해 리메이크되었지만, 같은 방송국에서 태풍의 신부라는 드라마의 테마곡이 김현정에 의해 재해석되어 2022년 웰메이드 리메이크곡이 되었다

## 수록곡
| #            | 제목                           | 작사         | 작곡         | 편곡         | 재생 시간 |
| ------------ | ------------------------------ | ------------ | ------------ | ------------ | --------- |
| 1.           | 〈내가 선택한 길 (Feat. YDG)〉 | 채정은       | 김형석       | Stoner Tunes | 4:22      |
| 2.           | 〈내가 선택한 길 (Inst.)〉     |              | 김형석       | Stoner Tunes | 4:22      |
| 총 재생 시간 | 총 재생 시간                   | 총 재생 시간 | 총 재생 시간 | 총 재생 시간 | 8:44      |